# عبد الله محمد (لاعب كرة قدم مواليد 1992)
عبد الله محمد موسى الشحي (مواليد 22 سبتمبر 1992، لاعب كرة قدم إماراتي يجيد اللعب في الجناح الأيمن والظهير الأيمن مع نادي دبا الفجيرة الإماراتي . في مركز الدفاع منتقلاً من نادي نادي الإمارات في دوري الخليج العربي الإماراتي.

## روابط خارجية
- عبد الله محمد على موقع قاعدة بيانات كرة القدم.إي يو (الإنجليزية)
- عبد الله محمد على موقع Soccerway.com (الإنجليزية)